# Candiana
Candiana is een gemeente in de Italiaanse provincie Padua (regio Veneto) en telt 2468 inwoners (31-12-2004). De oppervlakte bedraagt 22,2 km², de bevolkingsdichtheid is 111 inwoners per km².
De volgende frazioni maken deel uit van de gemeente: Pontecasale.

## Demografie
Candiana telt ongeveer 874 huishoudens. Het aantal inwoners steeg in de periode 1991-2001 met 2,9% volgens cijfers uit de tienjaarlijkse volkstellingen van ISTAT.
| Jaar | Inwoneraantal |
| ---- | ------------- |
| 1991 | 2386          |
| 2001 | 2455          |

## Geografie
Candiana grenst aan de volgende gemeenten: Agna, Arre, Bovolenta, Correzzola, Pontelongo, Terrassa Padovana.